# Кашаг

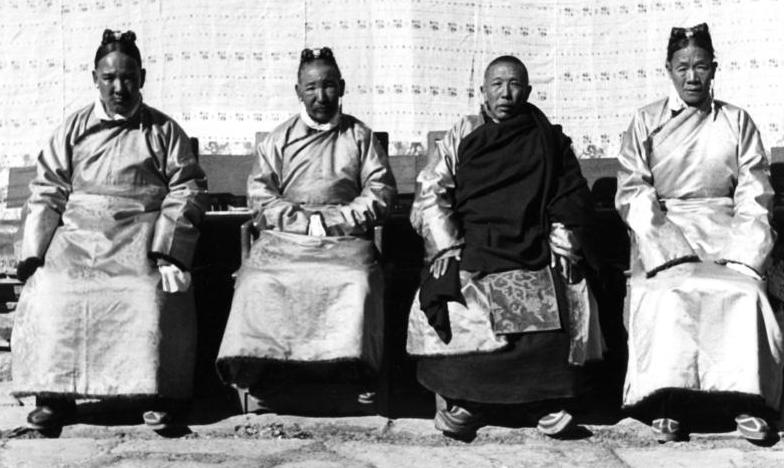
Четыре члена кашага в 1938 году

Кашаг — правительственный орган Тибета в период династии Цин, Китайской республики и в начальный период существования Китайской Народной Республики. Основан при императоре Цяньлуне в 1751 году. Чтобы наделить Кашаг властью, 7-й Далай-лама ликвидировал пост деси (или регента), который был наделен слишком большой властью.
Согласно «Тибетскому уложению», принятому в этот период, Далай-лама был духовным и светским главой Тибета. Расширилось влияние цинских амбаней: им подчинялся цинский гарнизон в Лхасе, они обеспечивали безопасность почтовой службы между Чэньду и Лхасой и получили право участвовать в управлении страной как советники Кашага. По тибетским источникам, реальную власть в стране осуществляли калоны, которые приносили Далай-ламе клятву верности, а сам Далай-лама имел полную духовную и светскую власть над страной .
Кашаг сначала состоял из трёх светских чиновников (каждый из них носил титул калон), затем сроком на шесть лет к нему присоединялся и один монах. Кашаг занимался всеми общегосударственными и частными вопросами. Его функция состояла в выражении мнений по вопросам, касающимся гражданской администрации страны и в представлении мнений первому министру. Первый министр затем передавал эти мнения Далай-ламе, и в ряде случаев, цинскому императору или амбаню для принятия окончательного решения. Право давать рекомендации для назначения чиновников исполнительной власти, губернаторов и управляющих округами наделяла Кашаг большой властью.
Калоны не имели четкого распределения обязанностей. Поэтому чиновники более низких рангов, не желая брать на себя ответственность, могли отдать дело на рассмотрение калонам, что вело к путанице, затягиванию дел и нежеланию брать на себя инициативу.
В первой половине XIX в. Тибет был почти полностью закрыт для иностранцев. Кашаг распорядился всеми средствами препятствовать иностранцам входить в страну.
В начале XX в. Лунгшар Дорчже Цхегьял, один из бывших приближенных Далай-ламы XIII, предложил реформировать систему управления. Калоны должны были избираться Национальным собранием (Цонгду) на четыре года и отчитываться перед ним, а не назначаться Далай-ламой пожизненно. Ему удалось созвать два собрания чиновников, и по итогам была подготовлена петиция в Кашаг. Однако Луншар был вскоре отстранен от власти, и реформа не была проведена.
В первые годы существования Китайской Народной Республики её руководство находилось в контакте с чиновниками Кашага по вопросам, касавшимся статуса и пути дальнейшего развития Тибета. В процессе "мирного освобождения" Тибета и подавления антикитайских восстаний в 1950-х гг. руководство КНР проводило меры, направленные на лишение Кашага власти.
После бегства Далай-ламы XIV, большинства высших лам, членов Кашага и многих правительственных чиновников  из Тибета в 1959 г., в Индии ими было создано Правительство Тибета в изгнании, или Центральная тибетская администрация как орган, осуществляющий преемственность от правительства независимого Тибета. В настоящее время в городе Дхарамсала действуют три ветви власти Центральной тибетской администрации: законодательная (парламент), исполнительная (правительство – Кашаг) и судебная (Тибетская высшая судебная комиссия). Действует конституция, известная как «Хартия тибетцев в эмиграции». Кашагу подчиняются следующие основные департаменты: образования, финансов, религии и культуры, внутренних дел, информации и международных отношений, безопасности и здравоохранения. С 2001 г. премьер-министр (калон-трипа) избирается путём голосования. В 2011 г. Далай-лама XIV окончательно сложил с себя политические полномочия и они перешли к премьер-министру.